# Soncourt-sur-Marne
Soncourt-sur-Marne è un comune francese di 419 abitanti situato nel dipartimento dell'Alta Marna nella regione del Grand Est.

## Società

### Evoluzione demografica
Abitanti censiti